# Lepidopilidium portoricense
Lepidopilidium portoricense là một loài rêu trong họ Pilotrichaceae. Loài này được (Müll. Hal.) H.A. Crum & Steere mô tả khoa học đầu tiên năm 1956.